# إحسان عادل
إحسان عادل (15 مارس 1993 في باكستان - ) (بالأردوية: احسان عادل)‏ (بالإنجليزية: احسان عادل)‏ هو لاعب كريكت باكستاني. شارك مع منتخب باكستان للكريكت. أما مع النوادي، فقد لعب مع Habib Bank Limited cricket team ‏ وLahore Qalandars ‏.

## وصلات خارجية
- إحسان عادل على موقع إي آس بي آن كريك إنفو (الإنجليزية)